# Zadok Casey

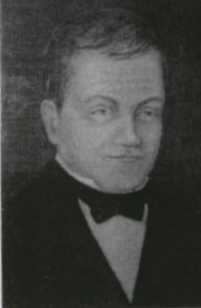
Zadok Casey

Zadok Casey (* 7. März 1796 im Greene County, Georgia; † 4. September 1862 in Caseyville, Illinois) war ein US-amerikanischer Politiker. Zwischen 1833 und 1843 vertrat er den Bundesstaat Illinois im US-Repräsentantenhaus.

## Werdegang
Zadok Casey besuchte die öffentlichen Schulen seiner Heimat. Im Jahr 1819 zog er in das Jefferson County in Illinois, wo er als Farmer arbeitete. In seiner neuen Heimat schlug er eine politische Laufbahn ein. Zwischen 1822 und 1826 war er Abgeordneter im Repräsentantenhaus von Illinois; von 1826 bis 1830 saß er im Staatssenat. Zwischen 1830 und 1833 war er Vizegouverneur von Illinois. 1832 nahm er am Black-Hawk-Krieg teil. In den 1820er Jahren schloss er sich der Bewegung um den späteren US-Präsidenten Andrew Jackson an und wurde Mitglied der von diesem 1828 gegründeten Demokratischen Partei.
Bei den Kongresswahlen des Jahres 1832 wurde Casey im damals neu eingerichteten zweiten Wahlbezirk von Illinois in das US-Repräsentantenhaus in Washington, D.C. gewählt, wo er am 4. März 1833 sein neues Mandat antrat. Nach vier Wiederwahlen konnte er bis zum 3. März 1843 fünf Legislaturperioden im Kongress absolvieren. Im Jahr 1840 wurde er als unabhängiger Kandidat wiedergewählt. Seit dem Amtsantritt von Präsident Jackson im Jahr 1829 wurde innerhalb und außerhalb des Kongresses heftig über dessen Politik diskutiert. Dabei ging es um die umstrittene Durchsetzung des Indian Removal Act, den Konflikt mit dem Staat South Carolina, der in der Nullifikationskrise gipfelte, und die Bankenpolitik des Präsidenten. Die Zeit ab 1841 war von den Spannungen zwischen Präsident John Tyler und der Whig Party geprägt. Außerdem wurde damals bereits über eine mögliche Annexion der seit 1836 von Mexiko unabhängigen Republik Texas diskutiert. Von 1837 bis 1839 war Casey Vorsitzender des Ausschusses zur Verwaltung der öffentlichen Liegenschaften. Danach war er Vorsitzender des Ausschusses, der sich mit privaten Landansprüchen befasste.
1842 wurde Zadok Casey nicht wiedergewählt. In den Jahren 1848 und 1860 war er Delegierter auf Versammlungen zur Überarbeitung der Verfassung von Illinois. Zwischen 1848 und 1852 war er nochmals Abgeordneter im Repräsentantenhaus seines Staates und fungierte dort zeitweise als Speaker. Danach war er von 1860 bis 1862 auch noch einmal Staatssenator. Er starb am 4. September 1862 in Caseyville.